# Сидоренко, Василий Викторович
Васи́лий Ви́кторович Сидоре́нко (род. 1 мая 1961 года, Волгоград) — советский и российский легкоатлет, метатель молота. Чемпион Европы 1994 года, бронзовый призёр чемпионата мира 1997 года.
Участвовал в соревнованиях с 1980 года. Личный рекорд — 82,54 метра, показан 13 мая 1992 года на соревнованиях в Краснодаре.
С начала 2010-х годов является президентом женского гандбольного клуба «Динамо» из Волгограда.

## Достижения на международных соревнованиях
(за Российскую Федерацию)
| Год  | Соревнование                             | Место проведения соревнования | Занятое место | Результат |
| ---- | ---------------------------------------- | ----------------------------- | ------------- | --------- |
| 1993 | Чемпионат мира по лёгкой атлетике 1993   | Штутгарт, Германия            | 5-е           | 78,86 м   |
| 1994 | Чемпионат Европы по лёгкой атлетике 1994 | Хельсинки, Финляндия          | 1-е           | 81,10 м   |
| 1994 | IAAF/Mobil Grand Prix Final              | Париж, Франция                | 3-е           | 79,12 м   |
| 1995 | Чемпионат мира по лёгкой атлетике 1995   | Гётеборг, Швеция              | 23-е          | 71,78 м   |
| 1996 | Летние Олимпийские игры 1996             | Атланта, США                  | 12-е          | 74,68 м   |
| 1997 | Чемпионат мира по лёгкой атлетике 1997   | Афины, Греция                 | 3-е           | 80,76 м   |
| 1998 | Чемпионат Европы по лёгкой атлетике 1998 | Будапешт, Венгрия             | 13-е          | 75,56 м   |
| 1999 | Чемпионат мира по лёгкой атлетике 1999   | Севилья, Испания              | 17-е          | 74,85 м   |
| 2000 | Летние Олимпийские игры 2000             | Сидней, Австралия             | 21-е          | 74,72 м   |
| 2001 | Чемпионат мира по лёгкой атлетике 2001   | Эдмонтон, Канада              | 21-е          | 74,56 м   |